# 文化庁長官表彰
文化庁長官表彰（ぶんかちょうちょうかんひょうしょう）は、優れた文化活動を行った人を対象に、文化庁が授与する賞。日本文化の海外発信に貢献した人などにも贈られる。受賞者には表彰状と賞牌が贈呈される。

## 歴史
2007年に国際芸術部門が創設された。

## 受賞者

### 1993年
- 小泉清子

### 1995年
- 八千草薫

### 2012年
- 萩原麻未（国際芸術部門）[4]
- 石上純也（国際芸術部門）

### 2015年
- 坂本博士[5]
- 瀬川昌久[6]

### 2017年
- 湯浅政明
- 片渕須直
- 栗本尊子

### 2018年
- 泉ピン子
- 楳図かずお
- 笹川陽平
- 菅原洋一
- 滝久雄
- 服部幸應
- 平田満
- 室井摩耶子

### 2019年
- 三遊亭遊三 (3代目)
- 高橋留美子[7]
- 竹下景子
- 富野由悠季
- 渡邊守章

### 2020年
- いしだあゆみ
- 王立誠
- 大石静
- 小林幸子
- 春風亭昇太
- 千葉真一
- 中村美律子
- 中谷芙二子
- 村松玲子[8]
- 山根宏章

### 2021年
- 市川海老蔵
- やすみりえ[9]
- 坂井宏行[10]
- 三笑亭夢太朗

### 2022年
- 濱口竜介、西島秀俊 - 『ドライブ・マイ・カー』（国際芸術部門）[11]
- BOME[12]
- 三遊亭好楽

### 2023年
- 春風亭柳橋（8代目）

### 2024年
- 山崎貴、山本理顕（国際芸術部門）[13]
- 雷門助六（9代目）